# Odznaka „Zasłużony Pracownik Przemysłu Lekkiego”
Odznaka „Zasłużony Pracownik Przemysłu Lekkiego” – polskie odznaczenie resortowe ustanowione 9 czerwca 1972 i nadawane przez Ministra Przemysłu Lekkiego jako zaszczytne wyróżnienie zawodowe, w formie dwustopniowej (złotej i srebrnej) odznaki, w uznaniu zasług za wieloletnią i ofiarną pracę w przemyśle lekkim. Noszona była na prawej piersi. Została wycofana 11 maja 1996.

## Galeria

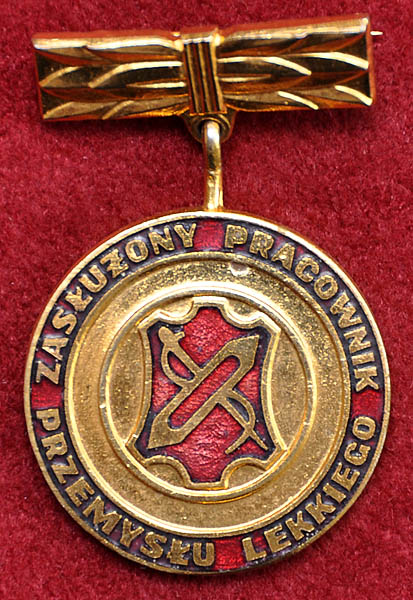
Złota Odznaka (awers)
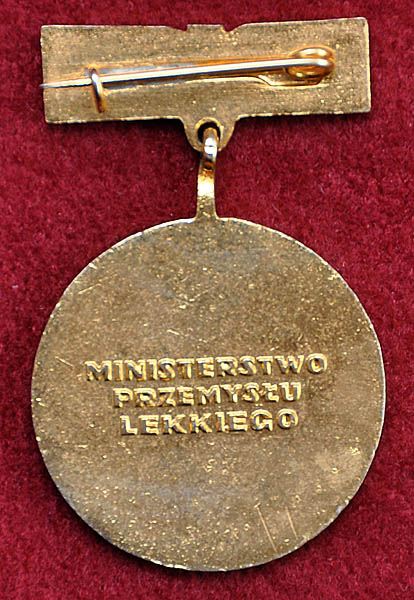
Złota Odznaka (rewers)

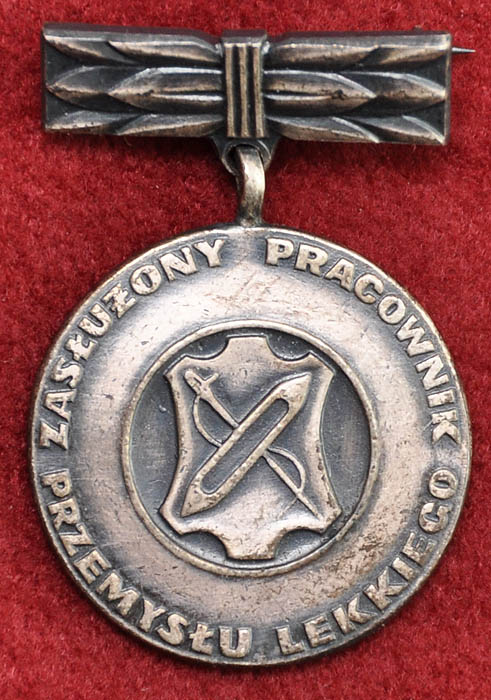
Srebrna Odznaka (awers)
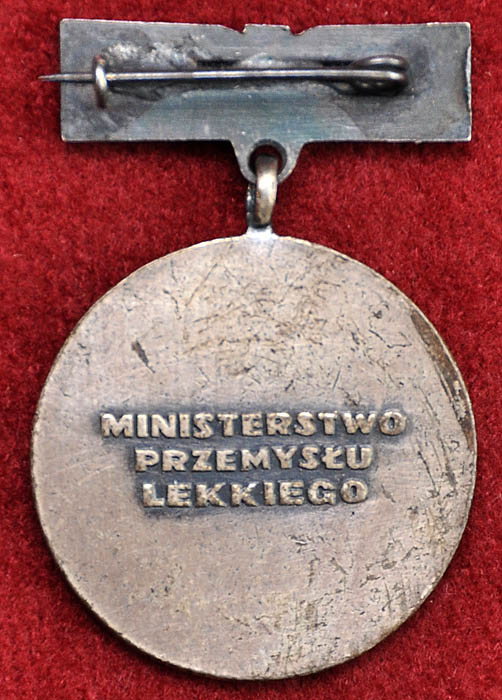
Srebrna Odznaka (awers)